# Hôtel d'Almeyras
El hôtel d'Alméras es un hôtel particulier que data del siglo XVII en París, en el distrito de Marais en el número 30 de la rue des Francs-Bourgeois.

## Historia
El solar en el que se construyó fue adquirido en 1598 por Jean de Fourcy, que lo revendió en 1600 al secretario del rey Jean de Guéribalde. Él a su vez lo vendió el, por 10.000 libras, a Jean Alméras, señor de La Saussaye y auditor de la cancillería, y a dos de sus yernos: Claude Le Roux y Jean Duhamel. El 28 de enero de 1611 , la viuda de Claude Le Roux, Madeleine Alméras, vende su terreno a su hermano Pierre d'Alméras. Este último sólo se convirtió en propietario de toda la parcela en 1625.
Fue construido entre 1611 y 1613 por Louis Métezeau para Pierre d'Alméras, señor de Saint-Rémy y La Saussaye, consejero y secretario de finanzas del rey Enrique IV. El 28 de enero de 1611, Métezeau, para el que este es uno de los raros encargos privados, proporcionó los planos del hotel y hace un trato con el maestro albañil Nicolas Jacquet. En 1625, Pierre d'Alméras compró una franja de terreno en la que se construyó un corral e hizo ampliar la fachada del jardín con un segundo pabellón.
No queda ninguna decoración interior de este período . Compuesto de piedras y ladrillos, se ha mantenido casi intacto, excepto por la adición de dos elementos, la gran escalera realizada alrededor de 1655 cuando fue vendido a Louis Bertauld, presidente de la Cámara de Cuentas y la entrada de carruajes, realizada en 1723 para Robert Langlois de la Fortelle, otro propietario.
Barras residió aquí desde 1814 hasta 1815.
En el siglo XIX, como muchos hoteles en el Marais, este está ocupado por artesanos: en particular por una curtiduría y luego por una lámpara de araña.
Clasificado como monumento histórico por orden de 18 de julio de 1978, luego fue restaurado en 1983 y actualmente es una propiedad privada no viistable.